# Bakersfield Jam 2007-2008
La stagione 2007-08 dei Bakersfield Jam fu la 2ª nella NBA D-League per la franchigia.
I Bakersfield Jam arrivarono quinti nella Western Division con un record di 11-39, non qualificandosi per i play-off.

## Roster
| N° | Naz.                   | Ruolo | Sportivo          | Anno | Alt. | Peso |
| -- | ---------------------- | ----- | ----------------- | ---- | ---- | ---- |
| 00 | Stati Uniti (bandiera) | C     | Roderick Riley    | 1981 | 211  | 148  |
| 7  | Stati Uniti (bandiera) | G     | Andre Barrett     | 1982 | 178  | 78   |
| 9  | Stati Uniti (bandiera) | G     | Jamison Brewer    | 1980 | 193  | 83   |
| 10 | Messico (bandiera)     | G     | Jovan Harris      | 1981 | 191  | 83   |
| 11 | Stati Uniti (bandiera) | G     | Donell Williams   | 1980 | 191  | 86   |
| 12 | Giamaica (bandiera)    | G     | Richard Andrews   | 1980 | 191  | 91   |
| 13 | Stati Uniti (bandiera) | A     | Brandon Bowman    | 1984 | 206  | 101  |
| 14 | Stati Uniti (bandiera) | G     | Mateen Cleaves    | 1977 | 188  | 93   |
| 15 | Stati Uniti (bandiera) | G     | Brian Wethers     | 1980 | 193  | 98   |
| 21 | Stati Uniti (bandiera) | A     | James Peters      | 1981 | 203  | 102  |
| 22 | Stati Uniti (bandiera) | A     | Scooter McFadgon  | 1982 | 196  | 93   |
| 23 | Stati Uniti (bandiera) | G     | Michael Cuffee    | 1983 | 196  | 91   |
| 23 | Stati Uniti (bandiera) | A     | O'Neal Mims       | 1983 | 208  | 104  |
| 24 | Stati Uniti (bandiera) | G     | Anthony Wilkins   | 1980 | 201  | 100  |
| 32 | Stati Uniti (bandiera) | A     | George Williams   | 1981 | 203  | 100  |
| 33 | Messico (bandiera)     | G     | Jovan Harris      | 1981 | 191  | 83   |
| 33 | Stati Uniti (bandiera) |       | James Smith       | 1983 | 213  | 113  |
| 34 | Stati Uniti (bandiera) | G     | Trey Johnson      | 1984 | 198  | 98   |
| 41 | Stati Uniti (bandiera) | C     | Nick Lewis        | 1983 | 208  | 115  |
| 42 | Polonia (bandiera)     | C     | Łukasz Obrzut     | 1982 | 216  | 120  |
| 44 | Stati Uniti (bandiera) | A     | Justin Reed       | 1982 | 203  | 109  |
| 55 | Sudan (bandiera)       | C     | Mustafa Al-Sayyad | 1982 | 206  | 109  |
| 99 | Stati Uniti (bandiera) | C     | Patrick O'Bryant  | 1986 | 213  | 118  |
| 99 | Serbia (bandiera)      | C     | Kosta Perović     | 1985 | 218  | 109  |

## Staff tecnico
- Allenatore: Jim Harrick
- Vice-allenatore: Sean Rooks
- Preparatore atletico: Michael Wilkins